# Odd
Odd é o quarto álbum de estúdio em coreano — sétimo no total — do boy group sul-coreano SHINee. O álbum foi lançado para download digital mundialmente e em formato físico no mercado interno em 18 de maio de 2015, produzido pela gravadora SM Entertainment e distribuído pela KT Music. A versão repagina do álbum, intitulado Married To The Music, foi lançado no dia 3 de agosto de 2015 com quatro músicas adicionais.
O portal de música pop Melon escolheu "Odd", como o melhor álbum do primeiro semestre de 2015, elogiando as habilidades vocais dos membros. O álbum também foi selecionado como um dos 25 melhores álbuns do primeiro semestre de 2015 do MTV IGGY, sendo considerado um álbum fresco e evoluído". "Odd" também foi indicado como um dos álbuns da glória pela revista Arena Homme+, sendo o único grupo ídolos nesta lista.

## Antecedentes e lançamento
Em março de 2015, o grupo anunciou que estava preparando o lançamento de seu novo álbum depois de terminar sua turnê no Japão. Em uma conferência de imprensa Onew disse: "Estamos atualmente preparando um novo álbum na Coreia." Jonghyun continuou: "Ele vai certamente sair este ano", e Minho acrescentou: "Estamos no meio dos preparativos. Como tem sido um tempo desde nosso último álbum em coreano, estamos animado. Nós não queremos decepcionar nossos fãs, por isso estamos nos preparando para o álbum. Vamos voltar até o final do ano".
Em de 11 de maio de 2015, a SM Entertainment divulgou um vídeo trailer em seu canal oficial no YouTube informando que Shinee lançaria seu novo álbum em 18 de maio. No mesmo dia foi divulgado o segundo trailer e algumas imagens dos membros. No dia seguinte foi revelado o terceiro trailer onde mostra os membros sendo tomados como reféns por uma mulher misteriosa e também foram divulgadas novas imagens individuais. Em 13 de maio, foi revelada a tracklist do álbum. O tracklist também revelou o integrante Jonghyun como um dos compositores.

Com o início da turnê Shinee World IV, poucos dias antes do lançamento oficial do álbum o grupo incluiu algumas de suas novas canções como "Woof Woof", "Love Sick", e a faixa-título "View". Em 19 de maio, um dia após o lançamento do álbum o grupo lançou o vídeo musical para a canção "View" no canal oficial da SM Entertainment no YouTube. Shinee também comemorou sete anos com "Odd", já que o álbum foi lançado em torno do sétimo aniversário de sua estreia, portanto, tornando-o mais significativo para o grupo. O membro Onew afirmou:
| “ | Nós estamos focados em nos conectar com os nossos fãs com esse álbum, nós crescemos com eles, e queríamos uma oportunidade de sermos verdadeiramente seus amigos e compartilhar com eles as nossas performances. | ” |

O álbum inclui músicas produzidas por equipes de produtores internacionais como Stereotypes e The Underdogs, o grupo de compositores britânicos LDN (London) Noise, G'harah "PK" Degeddingseze, o compositor Kenzie e Steven Lee. Minho afirmou que ele estava preocupado com o novo conceito, já que é diferente do que o grupo tenha feito anteriormente:
| “ | O estilo musical é diferente do que SHINee tenha feito antes, o que explica o título. Eu estou meio preocupado, meio animado (sobre a resposta). Por mais que o novo álbum é um novo esforço, eu quero ouvir as pessoas dizer que é bom e se adapte (imagem) ao SHINee.. | ” |

### Married To The Music
Em 29 de julho de 2015, foi anunciado que a versão repaginada do álbum Odd, intitulado Married To The Music, seria lançado em 3 de agosto do mesmo ano com quatro músicas adicionais: "Married To The Music", "Savior", "Hold You" e "Chocolate". Married to the Music é descrita como funky disco e é um trabalho de LDN Noise, Kenzie, Stereotypes e Deez. Savior por Kenzie é caracterizada com letras modernas e sensuais. Hold You é uma canção de R&B produzida por Stereotypes e Deez. Chocolate é uma canção de R&B de tempo médio, escrita por Jonghyun e Yankie. A canção descreve a história de amor de uma mulher encantadora que é doce como chocolate. A coreografia da canção-título, Married To The Music, é um trabalho de Greg S. Hwang e Tony Testa. Em 2 de agosto, o vídeo musical da canção-título foi lançado.

## Promoções
Em 21 de maio de 2015, o grupo começou as promoções para a canção-título "View" em programas musicais, começando com M! Countdown da Mnet e seguido por Music Bank da KBS, Show! Music Core da MBC eInkigayo da SBS. Como parte da promoção os membros do grupo também participaram em vários shows de variedades, incluindo Hello Counselor, Saturday Night Live Korea and Non-Summit e também no próprio programa de rádio do membro Jonghyun, Blue Night.

## Canções e composição
O álbum começa lentamente com "Odd Eye", uma faixa composta por Jonghyun que constrói uma combinação de sintetizadores e uma melodia sutil de violoncelo em pano de fundo. A música mantém seu ritmo persistente durante todo o tempo e não é 'nervosa' como algumas outras faixas do álbum. A canção é muito sexy e o rapper Minho acrescenta muito para a faixa juntamente com o rap de Key. As harmonias entre os vocalistas Taemin, Jonghyun e Onew são surpreendentes. A faixa é mais madura do que o que temos ouvido antes do grupo como "Lucifer", "Sherlock" e "Hello". A canção fala sobre o amor à primeira vista com uma pessoa misteriosa, e através da música os meninos descrevem tudo o que encontram atrativo nesta pessoa.
"Lovesick", a faixa seguinte do álbum, é uma continuação da música de estreia do grupo "Replay". A canção apresenta uma batida eletrônica simples que é consistente com a canção e mistura os sons de piano, metrônomo e bateria. Os meninos do SHINee agora são homens que relaxam sob sua masculinidade viril. A 'noona' que tanto admirava e ansiava em "Replay" não os vê mais como 'dongsaengs' inocentes. Na verdade, essa mesma noona é agora a única a ser adorada por eles que são homens o suficiente para cuidar de uma senhora. Os vocais de Key são destaque nesta faixa e muito proeminente. O refrão é cantado por todos eles, e é um retrocesso para as canções de boy bands dos anos 90.
"View" é a faixa-título do álbum e também foi composta por Jonghyun. É uma canção otimista do gênero deep house, produzido pela equipe da Inglaterra LDN Noise. Tem um som "refinado e sensual", expressando a beleza do amor como uma "mistura de diversos sentidos". A canção é muito surpreendente porque no começo ela é como uma balada, mas depois a batida começa a construir-se no refrão e explode com electro-house e batidas de techno a la Giorgio Moroder, que se encaixa perfeitamente com o grupo. Apesar de ter vibes completamente diferentes, "View" não é muito diferente de "Everybody" em que ambas têm a mesma estrutura de coro repetitivo, mas o último tem elementos eletrônicos para o refrão, enquanto "View" mantém a sua instrumentação muito simples.
"Romance" é uma canção muito caótica e rápida. As batidas quase parecem sair de um jogo do Mario Kart, mas também tem algumas influências latinas e tropicais com os sons que lembram castanholas. As letras são cantadas muito rápido e a batida continua a chegar mais rápido e mais rápido. Apesar de louca e caótica a faixa funciona perfeitamente bem. O arranjo vocal através da música é grande, mas parece que o grupo teve que praticar muito para esta música devido ao ritmo rápido. É uma música muito difícil de cantar, que quase parece que eles estão fazendo rap e cantando ao mesmo tempo, mas os membros conseguem puxar a canção muito bem.
Com "Trigger", SHINee apresenta um som muito diferente. Esta é uma volta completa de 360° a faixa anterior. "Romance" é muito feliz e divertida, mas o álbum toma um rumo mais escuro com "Trigger". Com batidas de R&B, infusão de xilofones e grandes gotas de baixo, a faixa contém um punhado de sons que raramente se misturam, mas parecem funcionar bem com as letras. A canção fala sobre um caso de amor que deu errado. O caso ficou louco e não há como voltar atrás; SHINee diz metaforicamente através da música que a única maneira de acabar com tudo isso é puxar o gatilho. A faixa é escura, sexy, e os vocais de cada membro também soam diferente. Jonghyun canta mais profundo, enquanto as vozes de Taemin e Onew são mais forte. "Pull the trigger" linha de Key no fundo parece muito sedutora.
"Farewell My Love" abre lentamente, mas começa a construir-se com um ritmo constante até o refrão. A batida é muito sensual e os vocais dos membros são exibidos lindamente no refrão. No final da canção, o rap de Minho com um tom mais profundo se encaixa perfeitamente com a faixa nostálgica sobre dizer adeus à pessoa que você ama.
"An Ode To You" perfeitamente retrata o momento em um relacionamento quando você sente que tudo está prestes a terminar, mas ainda há esperança para continuar. Esta faixa é uma das mais tristes no álbum e a música está cheia de violinos e pianos para aumentar a triste sensação da canção.
Com "Alive", SHINee traz-nos como ouvinte de volta à vida. Com as duas últimas músicas que eles quase nos fizeram chorar, mas "Alive", nos acorda novamente. Esta é também a primeira vez que ouvimos a linha icônica do grupo, "SHINee is back", no álbum. Esta canção usa a mesma fórmula de "Trigger", mas é menos caótica e mais controlada. Com um amor sendo o tema contínuo para este álbum, esta faixa encarna o sentimento que você tem quando se senti completamente vivo e apaixonado por alguém.  Contrariamente ao seu baixo pesado e sintetizadores eletrizantes, as letras - escrita por MC Meta, um letrista altamente respeitado na cena hip-hop - são bastante piegas. Key e Minho roubam a cena, soando mais ferozes do que nunca quando trocam versos de rap na ponte da canção.
"Woof Woof" tem diferentes gêneros, com uma mistura de bronze, jazz e swing. Esta é semelhante ao que a SM Entertainment fez com o grupo TVXQ, na canção "Something". A canção é muito divertida e o inglês de Key mais uma vez é um prazer inesperado para os ouvintes da língua inglesa. É extremamente teatral e descaradamente insolente. A canção literalmente os comparam a um cão que persegue implacavelmente uma menina.
"Black Hole" mantém um constante up-tempo, logo que a faixa começa. O sentimento de techno-house de "View" volta com os sintetizadores através das pontes e o refrão da canção. O disco e dance parece levá-lo de volta aos anos 70, mas tem uma sensação muito moderno.
O álbum termina com "An Encore", que é acompanhada de piano e cordas que explodem no refrão. Esta canção é uma bela balada, otimista que é perfeita para uma trilha sonora. "An Encore" é uma canção perfeita para terminar o álbum. Através da música os meninos têm belas melodias e harmonias e deixam você querendo mais deles. Ela lhe dá a sensação de se despedir de alguém, mas você sabe que vai vê-los novamente em breve. A canção mostra corretamente as capacidades vocais de cada membro que realmente podem cantar.

## Lista de faixas
Créditos adaptados da página oficial do artista. "Odd" contém um total de 11 canções - Odd Eye, Love Sick, View, Romance, Trigger, Farewell My Love, An Ode To You, Alive, Woof Woof, Black Hole e An Encore.
| N.º            | Título                             | Letras                      | Música                                                             | Arranjo                                                             | Duração |  |
| 1.             | "Odd Eye"                          | Kim Jong-hyun               | Kim Jong-hyun Jonathan Yip Jeremy Reeves Ray Romulus Ray McCullugh | Kim Jong-hyun Jonathan Yip Jeremy Reeves Ray Romulus Ray McCullough | 3:21    |  |
| 2.             | "Love Sick"                        | Kenzie                      | Kenzie The Underdogs Mike Daley Dewain Whitmore                    | Kenzie The Underdogs Mike Daley Dewain Whitmore                     | 3:20    |  |
| 3.             | "View"                             | Kim Jong-hyun               | LDN Noise Ryan S. Jhun Adrian McKinnon                             | LDN Noise Ryan S. Jhun Adrian McKinnon                              | 3:10    |  |
| 4.             | "Romance"                          | Kim In-hyeong (Jam Factory) | Andreas Oberg Maria Marcus Gustav Karlstrom                        | Andreas Oberg Maria Marcus Gustav Karlstrom                         | 3:36    |  |
| 5.             | "Trigger"                          | Kenzie                      | Kenzie Deez Rodnae "Chikk" Bell                                    | Deez                                                                | 4:01    |  |
| 6.             | "Farewell My Love" (이별의 길)     | 1wol 8il (Jam Factory)      | Steven Lee Jimmy Richard G'harah "PK" Degeddingseze                | G'harah "PK" Degeddingseze                                          | 4:00    |  |
| 7.             | "An Ode To You" (너의 노래가 되어) | Kim Hyun-woo (CLEF CREW)    | Kim Hyun-woo Kim Du-hyeong (CLEF CREW)                             | Park Chang-hyun                                                     | 4:17    |  |
| 8.             | "Alive"                            | Kim I-na MC Meta            | The Underdogs Darius Logan Dominique Logan                         | The Underdogs Darius Logan Dominique Logan                          | 3:05    |  |
| 9.             | "Woof Woof"                        | Kim In-hyeong (Jam Factory) | Will Simms DWB                                                     | Will Simms DWB                                                      | 3:16    |  |
| 10.            | "Black Hole"                       | Kim Min-jung                | Albi Albertsson Andreas Oberg Andreas Carlsson                     | Albi Albertsson Andreas Oberg Andreas Carlsson                      | 2:52    |  |
| 11.            | "An Encore" (재연)                 | Kim Jin-hwan                | Kim Jin-hwan                                                       | Kim Jin-hwan                                                        | 4:04    |  |
| Duração total: | Duração total:                     | Duração total:              | Duração total:                                                     | Duração total:                                                      | 39:02   |  |

| "Married To The Music Repackage" |                                    |                             |                                                                    |         |  |
| N.º                              | Título                             | Letras                      | Música                                                             | Duração |  |
| 1.                               | "Married To The Music"             | Kim Min-jung Kim Bu-min     | Kenzie Zak Waters Alex De Leon                                     | 3:34    |  |
| 2.                               | "Savior"                           | Kenzie                      | Kenzie Zak Waters Alex De Leon                                     | 3:53    |  |
| 3.                               | "Odd Eye"                          | Kim Jong-hyun               | Kim Jong-hyun Jonathan Yip Jeremy Reeves Ray Romulus Ray McCullugh | 3:21    |  |
| 4.                               | "Love Sick"                        | Kenzie                      | Kenzie The Underdogs Mike Daley Dewain Whitmore                    | 3:20    |  |
| 5.                               | "View"                             | Kim Jong-hyun               | LDN Noise Ryan S. Jhun Adrian McKinnon                             | 3:10    |  |
| 6.                               | "Romance"                          | Kim In-hyeong (Jam Factory) | Andreas Oberg Maria Marcus Gustav Karlstrom                        | 3:36    |  |
| 7.                               | "Trigger"                          | Kenzie                      | Kenzie Deez Rodnae "Chikk" Bell                                    | 4:01    |  |
| 8.                               | "Farewell My Love" (이별의 길)     | 1wol 8il (Jam Factory)      | Steven Lee Jimmy Richard G'harah "PK" Degeddingseze                | 4:00    |  |
| 9.                               | "An Ode To You" (너의 노래가 되어) | Kim Hyun-woo (CLEF CREW)    | Kim Hyun-woo Kim Du-hyeong (CLEF CREW)                             | 4:17    |  |
| 10.                              | "Hold You"                         | Dong Hyun Kim               | The Stereotypes and Deez Dong Hyun Kim Kye Bum Joo                 | 3:36    |  |
| 11.                              | "Alive"                            | Kim I-na MC Meta            | The Underdogs Darius Logan Dominique Logan                         | 3:05    |  |
| 12.                              | "Woof Woof"                        | Kim In-hyeong (Jam Factory) | Will Simms DWB                                                     | 3:16    |  |
| 13.                              | "Chocolate"                        | Kim Jong-hyun Yankie        | Andreas Oberg Simon Janlöv                                         | 4:11    |  |
| 14.                              | "Black Hole"                       | Kim Min-jung                | Albi Albertsson Andreas Oberg Andreas Carlsson                     | 2:52    |  |
| 15.                              | "An Encore" (재연)                 | Kim Jin-hwan                | Kim Jin-hwan                                                       | 4:04    |  |
| Duração total:                   | Duração total:                     | Duração total:              | Duração total:                                                     | 53:41   |  |

## Recepção

### Análise da crítica
| Críticas profissionais | Críticas profissionais |
| Avaliações da crítica  | Avaliações da crítica  |
| Fonte                  | Avaliação              |
| ---------------------- | ---------------------- |
| Billboard              | [ 28 ]                 |
| Allkpop                | [ 25 ]                 |
| Kult Scene             | [ 26 ]                 |

Jeff Benjamin, crítico da Billboard, afirmou em sua resenha para o álbum que "apesar de inicialmente ter estreado com um som de R&B, SHINee é sem dúvida o mais emocionante quando está experimentando novos estilos - Como quando eles juntaram duas faixas em conjunto para promover o "remix híbrido" do single Sherlock em 2012, ou adicionado um sentimento pop para o EDM industrial de Everybody em 2013. Para seu primeiro lançamento em mais de um ano, o boy group parece estar apontando para uma mistura harmoniosa com vibração de seu single de estreia, enquanto ainda empurram o envelope sonoro do K-pop - ou seja, com o seu single View - que só tropeça quando a experimentação fica muito bizarra a ponto de ser um desagrado sonoro ou fica muito seguro. Odd Eye também recebeu elogios, e Benjamin afirma que o grupo "retorna ao lado  R&B com vocais de penas, harmonias apertadas e o falsete do membro Onew agindo como uma peça central para este abridor de grooving." Mas ele também criticou algumas das canções do álbum como An Ode to You, dizendo que os "riffs de guitarra elétrica desnecessários são adicionados à mistura que suja a produção pura." Black Hole também é criticada afirmando que "não é só a música mais curta do álbum, mas também a mais esquecível." No geral, ele deu ao álbum 3,5 estrelas de 5.
Críticos de música pop do site Melon escolheu "Odd", como o melhor álbum do primeiro semestre de 2015, elogiando as habilidades vocais dos membros e afirmando: "Shinee fez uma demonstração exemplar de ambos" prazer de escutar e alegria de ver "mais uma vez." "Odd", também foi selecionado como um dos MTV IGGY 25 Best Album do primeiro semestre de 2015, elogiando a "experimentação e brincadeira com sons antigos e novos, resultando em um álbum fresco e evoluído". O canção-título View obteve resposta positiva, descrevendo-a como um grande e tranquilo verão mesmo que "a música nos engane em pensar que é uma balada uptempo antes de atingir o seu pico techno no coro."
O site Allkpop, declarou em sua resenha que o álbum é estranhamente agradável, sendo repleto de ricos R&B, hinos de dança e  baladas melódicas, levando o ouvinte em uma viagem emocionalmente inesquecível a uma montanha russa. Disse também que o álbum apresenta os 'grampos' de batidas viciante do Shinee.
O site Kult Scene, em sua resenha declarou que o grupo lançou um dos seus melhores álbuns em sua carreira. Com produtores como Will Simms, The Underdogs, Kenzie, Mike Daley e muitos mais eles alcançaram um som mais maduro e teve diversão e experiências com as músicas. O álbum é muito sólido e se encaixa perfeitamente com os membros que estão sempre evoluindo e superando-se.

A edição de julho de 2015 da revista Arena Homme+ indicou "Odd" como um dos álbuns da glória, sendo Shinee o único grupo ídolos nesta lista. Kim Yunha, uma crítica de música da Arena Homme+ escreveu:
| “ | O K-pop, que está cativando o gênero pop há anos, parece estar em uma jornada para encontrar o verdadeiro 'pop' da indústria musical, que foi inicialmente definido como sendo ou baladas ou músicas dançantes. Nesta ideia, SHINee com certeza são os líderes desse movimento. Toda vez, sem hesitar, eles abriram portas para níveis totalmente novos e, depois de chegar ao limite do ser humano com 'Everybody', eles alcançaram um mundo do pop muito ‘SHINee-esco’. Eles ainda estão dançando e cantando em um lugar que ninguém ousa cobiçar. | ” |

Sobre Married To The Music, Jeff Benjamin da Billboard descreveu a canção como "uma jornada de diferentes gêneros, abrindo com o que inicialmente parece, um som de hip-hop beatbox-pesado antes de lançar uma batida eletrônica saltitante e sexy sobre os versos, até chegar a um coro inspirado no funk que mistura groovy de guitarra e harmonias clássicas de uma boy-band".
| “ | O vídeo da música é um filme de terror com um pouco de Rocky Horror Picture Show, com os membros ingerindo bebidas radioativas, enquanto uma mulher sem rosto [...] encontra maneiras de 'roubar partes do corpo dos rapazes atirando uma faca no pescoço de Key, roubando os lábios de Jonghyun através de um beijo e mais. Tudo resulta em um corpo emendado' com cenas da coreografia liso-como-sempre dos rapazes. — Jeff Benjamin descrevendo o vídeo musical. | ” |

Ele também explica a razão por trás do conceito para o álbum afirmando que os fãs internacionais pode ser confundidos com o Dia das Bruxas como conceito para um lançamento de verão, mas o grupo "realmente abraça a tradição sul-coreana ao se bandear para filmes de terror no calor do verão. É de conhecimento comum no país que a própria temperatura do corpo esfria, enquanto observa o gênero, de modo a lidar com temperaturas sufocantes no tempo ideal da Coréia do Sul para um filme de terror, isso é o verão. O quinteto abraça a tradição com a sua própria visão sobre um mistério de assassinato, mas adiciona um toque de Odd-ness para coincidir".

### Desempenho comercial
Odd debutou na primeira posição na parada oficial de álbuns da Coreia do Sul, a Gaon Music Chart, e na sexta na parada japonesa Oricon. Nos Estados Unidos, estreou na primeira posição no World Albums da Billboard após vender 2 mil cópias em sua primeira semana de distribuição, e na 9ª posição no Heatseekers Albums. Na mesma semana a canção "View" estreou na 2ª posição na World Digital Songs. Todas as faixas do álbum apareceram no gráfico semanal de singles da Gaon. O álbum vendeu mais de 165,000 em seu primeiro mês de lançamento na Coreia do Sul. O álbum entrou no Top 10 no Billboard World Albums durante três semanas consecutivas desde o seu lançamento.
O álbum repaginado Married To The Music encabeçou vários gráficos, ficando na #1 posição da semana de 3-9 de agosto de 2015. E debutou na primeira posição da Gaon Music Chart e quinta no World Albums da Billboard. A canção-título liderou vários gráficos em tempo real, tais como Melon, Genie, Naver, Bugs, Olleh, Mnet e Soribada. E estreou na 5ª posição na World Digital Songs. As outras canções do álbum também alcançaram altas posições em seu lançamento, além de aparecerem no gráfico semanal de singles da Gaon.
| Odd                  | Odd                         | Odd               | Odd | Odd | Odd | Odd | Odd | Odd | Odd | Odd | Odd |
| País                 | Gráfico                     | Melhores posições |     |     |     |     |     |     |     |     |     |
| -------------------- | --------------------------- | ----------------- | --- | --- | --- | --- | --- | --- | --- | --- | --- |
| Coreia do Sul        | Gaon Weekly Albums Chart    | 1                 |     |     |     |     |     |     |     |     |     |
| Coreia do Sul        | Gaon Monthly Albums Chart   | 1                 |     |     |     |     |     |     |     |     |     |
| Japão                | Oricon Weekly Albums Chart  | 6                 |     |     |     |     |     |     |     |     |     |
| Japão                | Oricon Monthly Albums Chart | 14                |     |     |     |     |     |     |     |     |     |
| Estados Unidos       | Billboard Heatseekers       | 9                 |     |     |     |     |     |     |     |     |     |
| Estados Unidos       | Billboard World Albums      | 1                 |     |     |     |     |     |     |     |     |     |
| Married To The Music |                             |                   |     |     |     |     |     |     |     |     |     |
| País                 | Gráfico                     | Melhores posições |     |     |     |     |     |     |     |     |     |
| Coreia do Sul        | Gaon Weekly Albums Chart    | 1                 |     |     |     |     |     |     |     |     |     |
| Estados Unidos       | Billboard World Albums      | 5                 |     |     |     |     |     |     |     |     |     |

| País           | Gráfico                  | Quantidade |
| -------------- | ------------------------ | ---------- |
| Coreia do Sul  | Gaon physical sales      | 179,823+   |
| Japão          | Oricon physical sales    | 31,940+    |
| Estados Unidos | Billboard physical sales | 2,000+     |

## Créditos
| - Shinee – vocais, vocais de fundo - Dewain Whitmore – vocais de fundo (faixa 2, "Love Sick"; faixa 8, "Alive") - Kim Jong-hyun – composição, arranjo, direção vocal, composição do rap (faixa 1, "Odd Eye"), assobio (faixa 9, "Woof Woof") - Choi Min-ho – composição do rap (faixa 4, "Romance"; faixa 6, "Farewell My Love") - Kim Ki-bum – composição do rap (faixa 8, "Alive") - Kenzie – composição, arranjo, direção - The Underdogs – composição, arranjo - Will Simms – composição, arranjo, vocais de fundo (faixa 9, "Woof Woof") - Mike Daley – composição, arranjo - Dewain Whitmore – composição, arranjo - Jonathan Yip – composição, arranjo - Jeremy Reeves – composição, arranjo - Ray Romulus – composição, arranjo - Ray McCullough – composição, arranjo - LDN Noise – composição, arranjo - Ryan S. Jhun – composição, arranjo - Adrian McKinnon – composição, arranjo - Andreas Oberg – composição, arranjo, guitarra, baixo - Andreas Carlsson – composição, arranjo - Albi Albertsson – composição, arranjo - Maria Marcus – composição, arranjo - Gustav Karlstrom – composição, arranjo, teclado - Kim Lee-na – composição - MC META – composição, direção do rap (faixa 8, "Alive"), composição do rap (faixa 8, "Alive") - Darius Logan – composição, arranjo - Dominique Logan – composição, arranjo - Rodnae "Chikk" Bell – composição - Kim Jin-hwan – composição, arranjo, direção, piano, todos instrumentos (faixa 11, "An Encore") - 1wol 8il – composição - Steven Lee – composição | - Jimmy Richard – composição - Kim Hyun-woo – composição - Kim Min-jung – composição - Kim In-hyung – composição - Gong Du-hyung – composição - DWB – composição, arranjo - G'harah "PK" Degeddingseze – composição, arranjo - Lee Na Il – arranjo de cordas, condução - Lee Jae-myung – direção vocal - Park Chang-hyun – arranjo, direção, piano, protools operacional, edição digital - Maxx Song – direção vocal, protools operacional, edição digital - Hitchhiker – direção vocal - Deez – direção vocal, composição, arranjo, todos instrumentos (faixa 5, "Trigger") - Gu Jong-pil – direção vocal, mixagem - Jung Eui-suk – direção vocal, mixagem - Lee Min-kyu – direção vocal, edição digital - Lee Joo-hyung – direção vocal, edição digital, protools operacional - Jung Eun-kyung – gravação, edição digital - Lee Ji-hong – gravação, edição digital - Kim Kap-soo – gravação - Jung Ki-hong – gravação - Kang Hae-gu – gravação - Shim So-yun – gravação - Kim Chul-sun – gravação, mixagem - Jang Woo-young – edição digital - Nam Goong-jin – mixagem - Gang Su-ho – tambor - Choi Hun – baixo - Jung Su-wan – guitarra - Park In-young – arranjo de cordas Arranjo, condução - Yung – cordas - Oh Sung-kun – gravação de cordas |

## Histórico de lançamento
| Odd                  | Odd                 | Odd                  | Odd                          | Odd                                   |
| País                 | Data                | Formato              | Gravadora                    | Edição                                |
| -------------------- | ------------------- | -------------------- | ---------------------------- | ------------------------------------- |
| Mundo                | 18 de maio de 2015  | Download digital     | S.M. Entertainment           | Versão A                              |
| Coreia do Sul        | 18 de maio de 2015  | CD, Download digital | S.M. Entertainment, KT Music | Versão A Versão B                     |
| Japão                | 20 de maio de 2015  | CD                   | S.M. Entertainment           | Versão A                              |
| Taiwan               | 1 de julho de 2015  | CD                   | Avex Taiwan                  | Edição Taiwanesa A Edição Taiwanesa B |
| Japão                | 10 de julho de 2015 | CD                   | Avex Taiwan                  | Edição Taiwanesa A Edição Taiwanesa B |
| Married To The Music |                     |                      |                              |                                       |
| País                 | Data                | Formato              | Gravadora                    | Edição                                |
| Mundo                | 3 de agosto de 2015 | Download digital     | S.M. Entertainment           | —                                     |
| Coreia do Sul        | 3 de agosto de 2015 | CD, Download digital | S.M. Entertainment, KT Music | —                                     |
| Japão                | 5 de agosto de 2015 | CD                   | S.M. Entertainment           | —                                     |